# Kanton Samoëns
Samoëns is een voormalig kanton in het Franse departement Haute-Savoie. In 1999 had het kanton 4.085 inwoners en een oppervlakte van 250 km². Het werd opgeheven bij decreet van 13 februari 2014, met uitwerking op 22 maart 2015. Alle gemeenten werden toegevoegd aan het kanton Cluses.

## Gemeenten
Het kanton Samoëns omvatte de volgende gemeenten:
- Morillon
- Samoëns (hoofdplaats)
- Sixt-Fer-à-Cheval
- Verchaix